# Campionato sudafricano di Formula 1 1969
La stagione 1969 del Campionato sudafricano di Formula 1 fu la decima della serie. Partì il 10 gennaio e terminò il 4 ottobre, dopo 11 gare. Il campionato venne vinto da John Love su Lotus-Ford Cosworth.

## La pre-stagione

### Il calendario
| Gara | Gran Premio                | Circuito                                       | Giri | Lunghezza           | Data         |
| ---- | -------------------------- | ---------------------------------------------- | ---- | ------------------- | ------------ |
| 1    | Cape South Easter Trophy   | Killarney Motor Racing Complex, Città del Capo | 50   | 50x3,267=163,400 km | 11 gennaio   |
| 2    | Coronation 100             | Circuito di Roy Hesketh, Pietermaritzburg      | 56   | 56x2,901=162,5 km   | 6 aprile     |
| 3    | Rand Autumn Trophy         | Circuito di Kyalami                            | 40   | 40x4,094=163,76 km  | 26 aprile    |
| 4    | Bulawayo 100               | Circuito di Bulawayo                           | 50   | 50x3,315=165,8 km   | 11 maggio    |
| 5    | Republic Day Trophy        | Circuito di Kyalami                            | 40   | 40x4,094=163,76 km  | 31 maggio    |
| 6    | Natal Winter Trophy        | Circuito di Roy Hesketh, Pietermaritzburg      | 56   | 56x2,901=162,56 km  | 29 giugno    |
| 7    | Border 100                 | Circuito di East London                        | 42   | 42x3,920=164,6 km   | 14 luglio    |
| 8    | Rand Winter Trophy         | Circuito di Kyalami                            | 40   | 40x4,094=163,76 km  | 9 agosto     |
| 9    | False Bay 100              | Killarney Motor Racing Complex, Città del Capo | 50   | 50x3,267=163,35 km  | 23 agosto    |
| 10   | Gran Premio della Rhodesia | Circuito di Kumalo                             | 50   | 50x3,315=165,8 km   | 14 settembre |
| 11   | Rand Spring Trophy         | Circuito di Kyalami                            | 40   | 40x4,094=163,76 km  | 4 ottobre    |

## Risultati e classifiche

### Risultati
| Gara | Circuito    | Pole Position | GPV       | Vincitore        | Vettura               |
| ---- | ----------- | ------------- | --------- | ---------------- | --------------------- |
| 1    | Killarney   | John Love     | John Love | Basil van Rooyen | McLaren-Ford Cosworth |
| 2    | Roy Hesketh | John Love     |           | Basil van Rooyen | McLaren-Ford Cosworth |
| 3    | Kyalami     | John Love     | John Love | John Love        | Lotus-Ford Cosworth   |
| 4    | Bulawayo    |               |           | John Love        | Lotus-Ford Cosworth   |
| 5    | Kyalami     | John Love     |           | Jackie Pretorius | Lola-Ford Cosworth    |
| 6    | Roy Hesketh | John Love     |           | John McNicol     | Lola-Ford Cosworth    |
| 7    | East London | John Love     |           | John Love        | Lotus-Ford Cosworth   |
| 8    | Kyalami     | John Love     |           | John McNicol     | Lola-Ford Cosworth    |
| 9    | Killarney   | John Love     |           | John Love        | Lotus-Ford Cosworth   |
| 10   | Kumalo      | John Love     | John Love | Dave Charlton    | Lola-Chevrolet        |
| 11   | Kyalami     | John Love     |           | John Love        | Lotus-Ford Cosworth   |

### Classifica Piloti
Vengono assegnati punti secondo lo schema seguente:
| Punti | 9 | 6 | 4 | 3 | 2 | 1 |

| Pos | Pilota           | CSE | COR | RAT | BUL | RDT | NWT | BOR | RWT | FAB | RHO | RST | Punti |
| --- | ---------------- | --- | --- | --- | --- | --- | --- | --- | --- | --- | --- | --- | ----- |
| 1   | John Love        | Rit | 2   | 1   | 1   | 8   | Rit | 1   | NP  | 1   | 6   | 1   | 52    |
| 2   | Sam Tingle       | 2   | 5*  | NP  | 2   | 2   | 2   | 6   | 2   | 4   | 2   | 2   | 48    |
| 3   | John McNicol     |     | 3   | 3   | 5   | 3   | 1   | 3   | 1   | 3   | 3   | Rit | 44    |
| 4   | Basil van Rooyen | 1   | 1   | 2   | Rit | NP  |     |     |     |     |     |     | 24    |
| 5   | Jackie Pretorius | 4   | Rit | 5   | 6   | 1   | Rit | 4   | Rit | 2   | Rit | Rit | 24    |
| 6   | Paddy Driver     |     | 4   | Rit | 3   | 5   | 3   | 5   | 4   |     | 5   | 3   | 20    |
| 7   | Dave Charlton    | 3   | Rit | SQ  | Rit |     | NP  | 2   | Rit | NP  | 1   | Rit | 19    |
| 8   | Bobby Olthoff    | 5   | Rit | 4   | Rit | 4   | Rit |     | 3   | Rit | 4   | 4   | 18    |
| 9   | Garth McGilliwie |     | 6   | 6   | Rit | 7   | 4   | Rit | 6   |     |     |     | 7     |
| 10  | Peter Parnell    | 7   | 7   | Rit | 4   |     | Rit |     |     |     | 7   |     | 4     |
| 11  | George Henderson |     | Rit | SQ  | Rit | 6   | Rit | 7   | 5   | Rit |     | NP  | 3     |
| 12  | John Amm         |     | 9   | NC  |     |     | 5   |     |     |     | NC  |     | 2     |
| 13  | Kipp Ackermann   |     | 10  | NP  |     |     | NC  |     | Rit |     | Rit | 5   | 2     |
| 14  | Clive Puzey      | 6   | Rit |     | Rit | Rit |     |     |     |     |     |     | 1     |
| 14  | Fred Goddard     |     | Rit | NP  |     |     | 6   |     |     |     | Rit |     | 1     |
| 16  | Jack Holme       |     | 8   | NC  |     |     |     |     |     |     |     |     | 0     |
|     | John Rowe        | NC  |     | SQ  |     |     |     |     |     |     |     |     | -     |
|     | Peter Pretorius  | NC  |     |     |     |     |     |     |     |     |     |     | -     |
|     | Fred Lebuschagne | NC  |     |     |     |     |     |     |     |     |     |     | -     |
|     | Joe Domingo      |     |     |     |     |     |     |     |     |     | Rit |     | -     |
|     | Terry Townsend   |     |     |     |     |     |     |     |     |     |     | NP  | -     |
| Pos | Pilota           | CSE | COR | RAT | BUL | RDT | NWT | BOR | RWT | FAB | RHO | RST | Punti |

| Colore  | Risultati                                                         |
| ------- | ----------------------------------------------------------------- |
| Oro     | Vincitore                                                         |
| Argento | 2º posto                                                          |
| Bronzo  | 3º posto                                                          |
| Verde   | Finita, a punti                                                   |
| Blu     | Finita, senza punti Finita, non classificato (NC)                 |
| Viola   | Non finita (Rit)                                                  |
| Rosso   | Non qualificato (NQ) Non pre-qualificato (NPQ)                    |
| Nero    | Squalificato (SQ)                                                 |
| Bianco  | Non partito (NP)                                                  |
| Celeste | Disputa solo le prove (SP)                                        |
| Celeste | Iscritto alle prove libere - Terzo pilota (TP) - dal 2003 al 2006 |
| Vuoto   | Non prende parte alle prove (NPR)                                 |
| Vuoto   | Iscritto ma non presente, non arrivato (NA)                       |
| Vuoto   | Ritirato prima dell'evento (WD)                                   |
| Vuoto   | Infortunato (INF)                                                 |
| Vuoto   | Escluso (ES)                                                      |
| Vuoto   | Gara cancellata (C)                                               |